# 広田栄太郎
広田 栄太郎（ひろた えいたろう、1909年（明治42年）2月8日 - 1974年（昭和49年）5月23日）は、日本の国語学者。

## 人物
東京生まれ。東京帝国大学卒。二松学舎教授、文部省国語調査官。国語審議会幹事、戦後の国語国字改良に当たる。のち中央大学教授、大妻女子大学教授。在職中に死去。

## 著書

### 単著
- 『国文学者一夕話』 六文館, 1932
- 『用字の技術 当用漢字・現代かなづかい・新送りがな』 東京堂, 1959
- 『近代訳語考』 東京堂出版, 1969
- 『雨花亭集』 雨花亭, 1976

### 校訂・共編
- 『歎涕和歌集』 宮地維宣, 1943 (岩波文庫）
- 『南山踏雲録』 伴林光平, 金鈴社, 1944
- 『総合用字用語辞典』 東京堂, 1953
- 『最新標準国語辞典』 松尾拾共著, 新興出版社・啓林館, 1954
- 『類語辞典』 鈴木棠三共編, 東京堂, 1955
- 『故事ことわざ辞典』 鈴木棠三共編, 東京堂, 1956
- 『書道実習講座 第7巻 教育漢字三体字典』 山下涯石筆, 梓書房, 1961
- 『文章表現辞典』 村松定孝・神鳥武彦共編, 東京堂出版, 1965

## 参考
- 日本人名大辞典